# 오미카도촌
오미카도촌(大御門村)은 일본 돗토리현 야즈군에 설치되었던 촌이다. 현재의 야즈정의 일부에 해당한다.

## 역사
- 1889년 10월 1일 - 정촌제 시행에 의해 핫토군 오미카도촌이 성립하였다.
- 1896년 4월 1일 - 군제 시행에 의해 야카미군, 핫토군, 지즈군이 합병해 야즈군이 성립하여, 야즈군 오미카도촌이 되었다.
- 1953년 5월 5일 - 고게정 (초대), 시모키사이치촌, 구니나카촌과 합병해 새로운 고게정이 성립하여, 동일 오미카도촌은 폐지되었다.

## 인구
- 1892년 호수 227, 인구 1145.

## 참고문헌
- 『角川日本地名大辞典 31鳥取県』 1982年 183頁